# Sherlock Holmes contre Arsène Lupin
Cet article possède un paronyme, voir Arsène Lupin contre Herlock Sholmès.
Sherlock Holmes contre Arsène Lupin (Sherlock Holmes: Nemesis dans la version américaine) est un jeu vidéo d'aventure développé par Frogwares et sorti sur PC en 2007. Il s'agit du quatrième jeu des aventures de Sherlock Holmes développées par Frogwares, d'où son diminutif « Sherlock Holmes 4 » ou « SH4 ». Une version remastérisée du jeu est sortie en 2010. Cette version remastérisée comprend une nouvelle version de leur moteur graphique qui inclut donc une amélioration des graphiques et de nouvelles textures. Cette version comprend également un système d'aide identique à celui de la version remarstérisée de La Nuit des sacrifiés sortie en 2008, mais également la possibilité d'alterner entre la 1re et la 3e personne.
Dans cette aventure, Sherlock Holmes (incarné par le joueur) se confronte à Arsène Lupin, voleur légendaire inventé par Maurice Leblanc. Lupin souhaite voler cinq grands trésors dans Londres, ce qui ferait naître un véritable scandale dans tout le Royaume-Uni. Lupin, machiavélique, demande lui-même à Holmes d'essayer de l'empêcher de commettre ces vols. Le célèbre détective se lance alors dans cette affaire particulièrement singulière. L'occasion pour le joueur de découvrir en détail plusieurs lieux importants de la capitale britannique.

## Trame
Le 14 juillet 1895, Sherlock Holmes reçoit au 221B Baker Street une lettre d'Arsène Lupin. Celui-ci y annonce son intention de commettre cinq vols d'objets de grande valeur à Londres dans le but d'humilier l'Angleterre. Lupin met au défi Holmes de parvenir à l'en empêcher et donne quelques indices au détective pour qu'il puisse trouver où se produira son premier vol. Sherlock Holmes entame sur le champ des recherches pour empêcher le célèbre cambrioleur français de parvenir à ses fins.

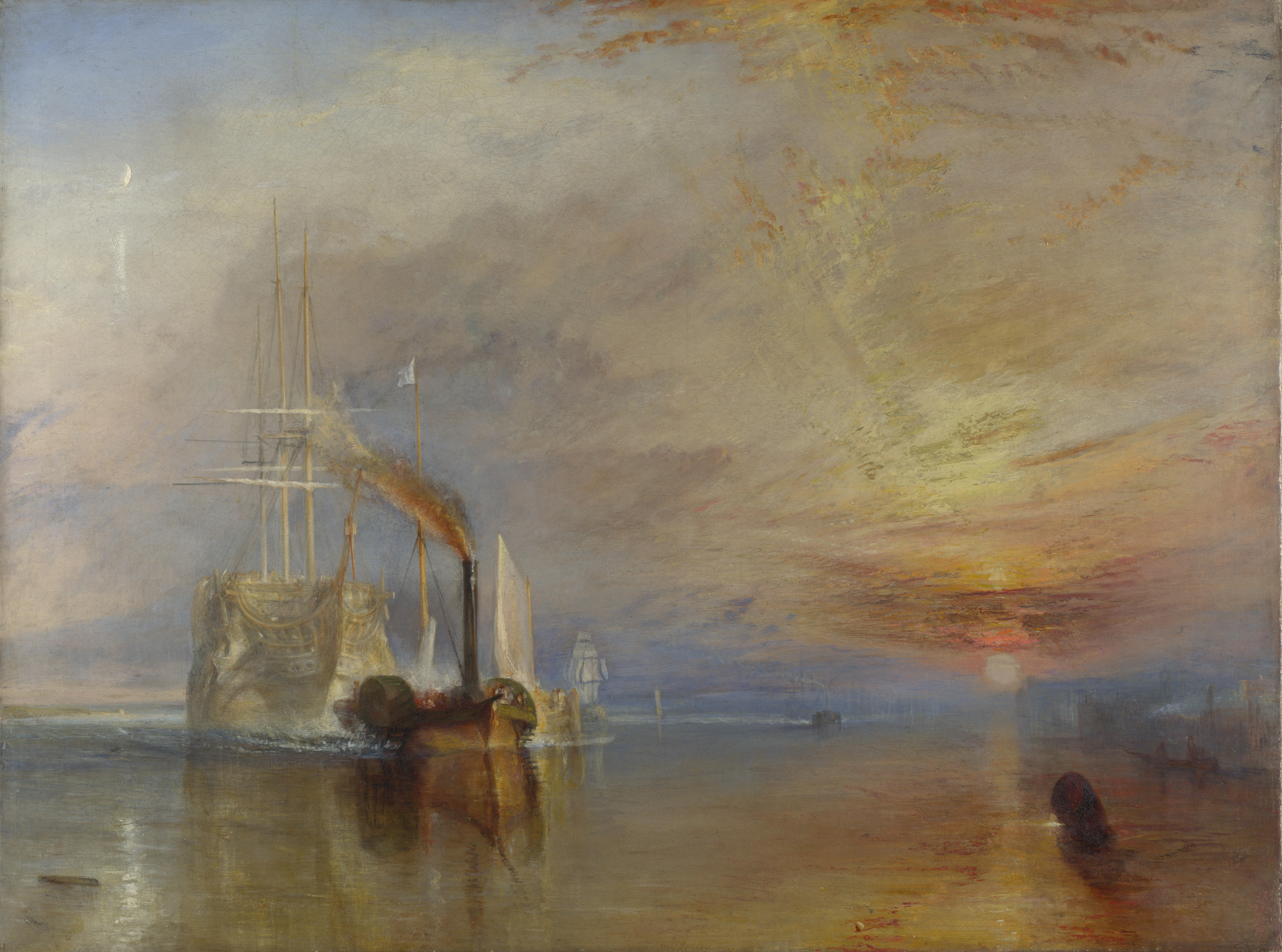
Le Dernier Voyage du Téméraire, le premier objet d'art volé par Lupin.

Holmes comprend que l'objet du vol sera un tableau de la National Gallery. Il s'agit du Dernier Voyage du Téméraire, tableau réalisé en 1838 par le peintre britannique William Turner, représentant le HMS Temeraire. Ce navire joua un rôle important dans la bataille de Trafalgar (1805), où la flotte franco-espagnole fut vaincue par la flotte britannique commandée par Horatio Nelson. Le vol de ce tableau vise donc à venger symboliquement la France. Arrivé sur place, le détective constate que l'œuvre est toujours à sa place. Il poste des gardes devant le tableau et à l'entrée du bâtiment, le vol étant prévu de nuit.
Le lendemain matin, les gardes sont retrouvés endormis et le tableau a disparu. Lupin, qui a été plus intelligent que Holmes, continue sa quête et laisse de nouveaux indices au détective concernant le second vol. Cela le mène à la Tour de Londres, mais à son arrivée tardive, le vol est déjà commis : il s'agit des précieux corbeaux élevés aux frais de l'État. Ces corbeaux sont nourris et gardés à la tour de Londres car une ancienne légende dit que « tant que des corbeaux habiteront la tour, l'Angleterre sera protégée de toute invasion ». Ce vol a donc une grande force symbolique.

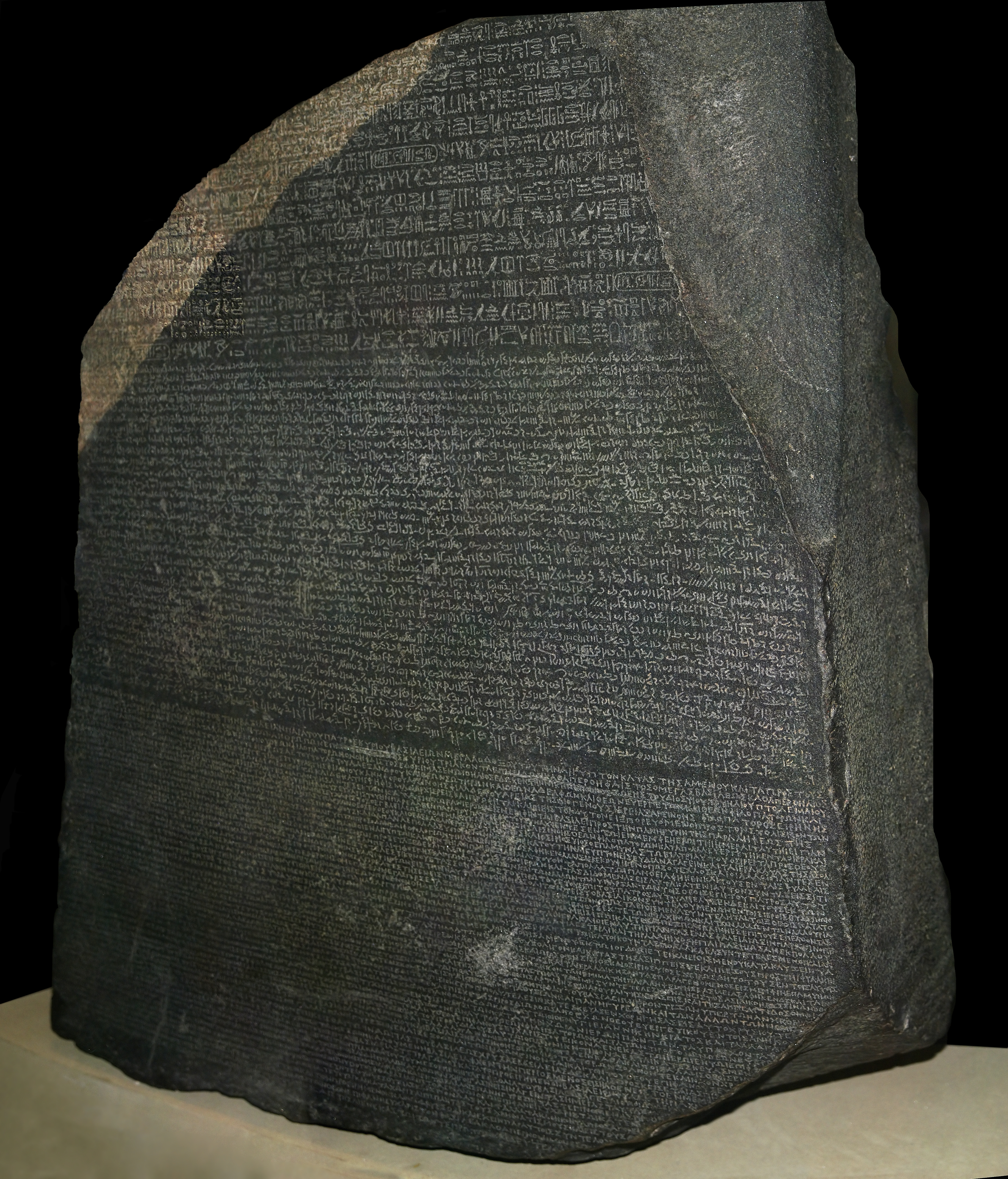
La pierre de Rosette, le troisième objet convoité par Lupin.

Arsène Lupin a laissé plusieurs indices accrochés à la patte d'autres oiseaux disséminés dans le parc de la tour. Après avoir réussi à attirer tous les oiseaux, Holmes comprend que le troisième vol se fera au British Museum où la pierre de Rosette semble être la prochaine cible. Cet pièce archéologique égyptienne, qui permit à Jean-François Champollion de déchiffrer les hiéroglyphes, fut prise par les Britanniques lors de la campagne d'Égypte de Napoléon Bonaparte. Il s'agit donc à nouveau de venger la France en reprenant ce vestige. Le détective se rend au British Museum le 16 juillet au matin avec l'inspecteur Lestrade qui poste à nouveau des gardes. Toutes les issues sont bloquées, et il semble impossible qu'Arsène Lupin puisse s'introduire dans le bâtiment. Pourtant, le gentleman cambrioleur réussit à nouveau à dérober l'objet prévu. On apprend par la suite que c'est Watson qui est à l'origine de la « faille » : il a laissé entrer un journaliste dans le British Museum, qui n'était autre qu'Arsène Lupin déguisé.

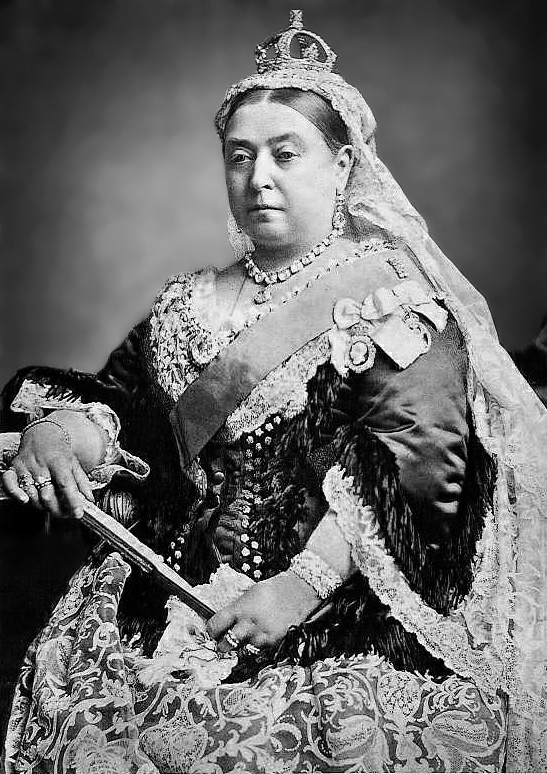
La Reine Victoria, victime ou complice de Lupin ?

Sherlock Holmes, bien que légèrement énervé par l'astuce de son adversaire, ne perd pas confiance et continue de chercher les indices laissés par Lupin dans le musée pour empêcher le quatrième vol. Après un long jeu de piste et de devinettes, le détective déduit que la prochaine victime sera la Reine Victoria elle-même. Le détective demande un rendez-vous avec le Premier ministre pour pouvoir entrer dans le Palais de Buckingham. Une fois sur place, Holmes ne peut rien faire d'immédiat, car la reine a eu un différend familial et refuse d'adresser la parole à quiconque. Arsène Lupin atteint à nouveau le but qu'il s'était fixé, bien qu'avec certaines difficultés. Il s'introduit en se cachant dans une horloge qui doit être livrée à la reine. Une fois dans la chambre de Victoria, il surgit de sa cachette et déclare sa flamme à celle qu'il aime avec passion. Il est trop tard lorsque Holmes entre dans la chambre : Arsène vient de s'enfuir dans les sous-sols du palais. Il n'a pas emmené la reine avec lui, mais on peut néanmoins considérer que son but a été atteint.
S'ensuit une course poursuite dans les sous-sols, Holmes tentant de rattraper son adversaire ; nouvel échec. Arsène a eu le temps de laisser un dernier indice pour le cinquième et dernier vol. De retour à Baker Street, Sherlock discute avec Watson pour essayer de trouver où Lupin va encore frapper. Parmi douze lieux possibles, un seul est le bon. Il existe deux fins possibles au jeu. Si le joueur se trompe de lieu, Sherlock Holmes perd le défi. L'honneur de l'Angleterre est bafoué, la police britannique est humiliée. On apprend que Lestrade se fait ensuite muter aux Shetland et devient agent de circulation, que le Premier ministre est remercié, et que Sherlock Holmes met un terme à sa carrière de détective. Si en revanche le joueur comprend que le dernier lieu visé est à nouveau la tour de Londres, c'est Sherlock Holmes qui gagne le défi. Lupin se fait surprendre par Holmes alors qu'il s'est introduit dans la salle des bijoux de la Reine, et prépare son évasion avec un important butin. Dans un dernier dialogue, Holmes déclare à Lupin tout le plaisir que ce défi a été pour lui et le félicite de ses nombreuses astuces. Arsène lui rend la pareille, et les deux rivaux se quittent cordialement.

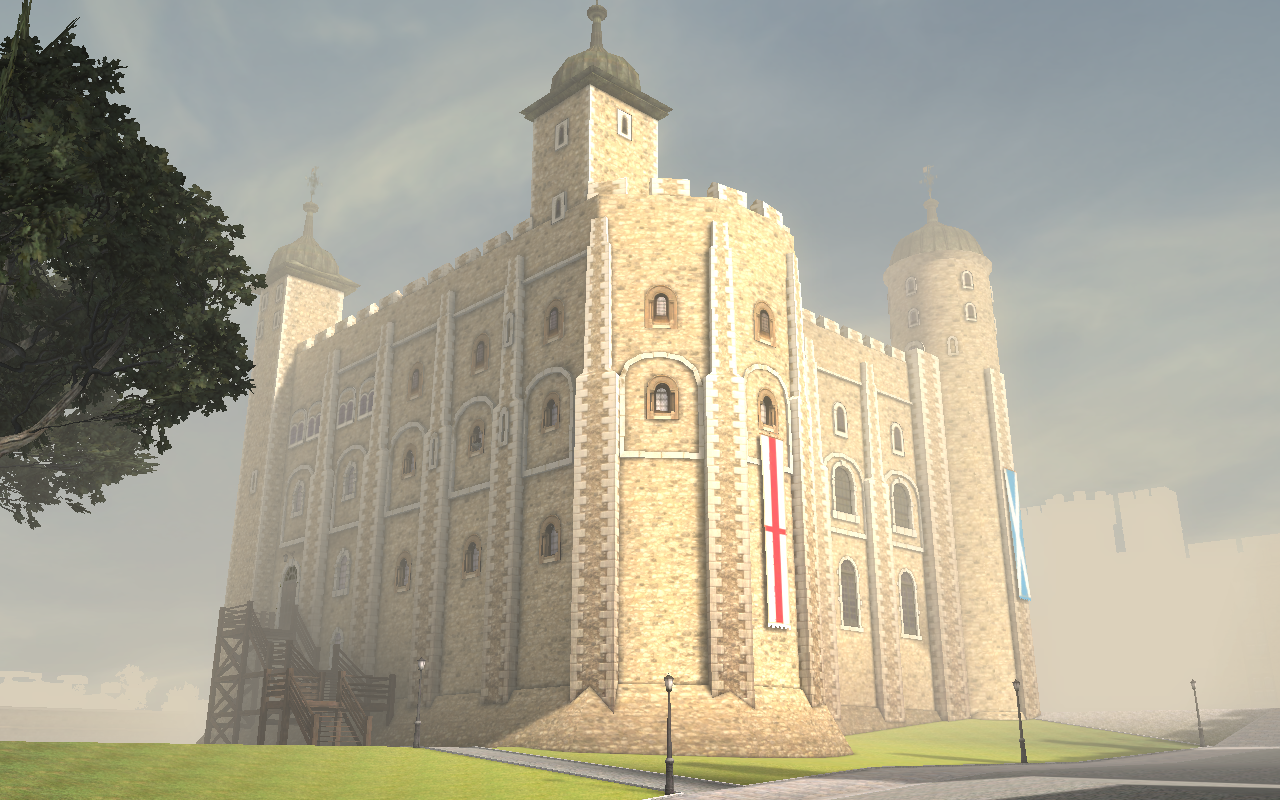
La Tour de Londres dans le jeu, où se trouvent les bijoux de la Couronne, le trésor convoité par Lupin.

Le jeu se termine par une série d'explications fournies par le détective au docteur Watson, soulignant que le véritable but poursuivi par le cambrioleur était de voler ces bijoux. Son premier vol à la Tour de Londres devait lui permettre de préparer le terrain en empoisonnant la nourriture des employés, tout en profitant de l'intuition qu'un vol ne se commet jamais deux fois au même endroit. Sherlock Holmes conclut qu'il ne faudrait pas ébruiter l'affaire, risquant de ridiculiser l'Empire britannique qui n'est pas parvenu à empêcher les quatre premiers délits. La reine Victoria est par ailleurs partiellement complice du voleur, puisqu'elle l'a aidé à s'enfuir après leur baiser.

### Précédents
La confrontation entre Arsène Lupin et Sherlock Holmes n'est pas nouvelle. Dans beaucoup de ses aventures, Arsène Lupin a parmi ses adversaires le détective « Herlock Sholmès », pour ne pas directement désigner « Sherlock Holmes ». La confrontation entre les deux adversaires a donc déjà été imaginée par Maurice Leblanc, notamment dans l'ouvrage Arsène Lupin contre Herlock Sholmès (1906-1907).

### Personnages principaux
- Sherlock Holmes : Protagoniste de l'intrigue, Sherlock Holmes est un célèbre détective londonien, mis au défi par Arsène Lupin. Le joueur incarne ce personnage la moitié du temps en alternance avec le Dr Watson.
- John Watson : Ami de longue date de Sherlock Holmes, le Dr Watson est médecin de profession. Dans cette aventure, ses connaissances en médecine ne sont pas particulièrement utiles, néanmoins le joueur incarne ce personnage la moitié du temps en alternance avec Sherlock Holmes.
- Arsène Lupin : Célèbre voleur français, Arsène Lupin a, dans cette aventure, lancé au détective Sherlock Holmes le défi de l'arrêter avant qu'il ne vole cinq éléments de grande valeur appartenant à la nation britannique.
- Inspecteur Lestrade : L'inspecteur Lestrade est un détective de Scotland Yard. Sherlock Holmes fait appel a lui pour essayer d'arrêter Arsène Lupin à la National Gallery, et à la suite du premier vol, l'inspecteur décide de prendre officiellement en main l'affaire. Pendant une courte séquence à la National Gallery, le joueur incarne Lestrade.

## Inspirations et allusions

### Allusions aux aventures deSir Conan Doyle
Le bureau de Holmes contient de très nombreuses références aux aventures du célèbre détective londonien dans la littérature. Pour chacun d'entre elles, Watson fait une courte remarque remémorant les circonstances dans lesquelles chaque objet a été découvert ou ce à quoi il a servi. Ces éléments sont les suivants :
- Le harpon qui a « transpercé le marinier Peter le Noir » accroché au-dessus de la porte de chambre de Watson, allusion à la nouvelle Peter le Noir, écrite par Conan Doyle en 1904.
- Au-dessus de la cheminée, un tableau des chutes du Reichenbach, en Suisse, lieu de confrontation entre Holmes et son grand ennemi le professeur Moriarty, dans la nouvelle intitulée Le Dernier Problème (1893).
- Un cadre avec le portrait du colonel Gordon posé sur la cheminée, allusion à la nouvelle intitulée Le Pensionnaire en traitement (1893).

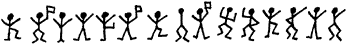
Message codé de la nouvelle des Hommes dansants, que l'on retrouve dans le jeu

- Message codé de la nouvelle des Hommes dansants, que l'on retrouve dans le jeu La banderole de l'affaire des Hommes dansants au-dessus du bureau du détective, issue d'une nouvelle de Conan Doyle publiée en décembre 1903.
- Posée sur l'étagère d'un petit meuble, la statuette qui contenait la perle noire des Borgia (allusion à la nouvelle Les Six Napoléons, écrite en 1904).
- Le journal du scandale en Bohême posé sur une table, référence à la première nouvelle des aventures du détective, écrite en 1891. Sous ce journal se trouve une photo d'Irène Adler, que Holmes rencontre dans cette même aventure.
- Dans la chambre de Holmes, le buste qui lui a sauvé la vie dans l'affaire de La Maison vide (1903).
- Rangée dans un petit coffre, la légion d'honneur du détective qu'il a reçue en 1894 (donc depuis un an dans le jeu). C'est dans la nouvelle Le Pince-nez en or (1904) que l'on apprend que Holmes a reçu cette décoration du Président de la République Française[4].
- Dans la lettre au début du jeu, il est rappelé que le détective a un lien de parenté avec le peintre français Horace Vernet (son grand oncle maternel, qui lui-même avait plusieurs célèbres peintres dans sa famille). On apprend ce détail dans la nouvelle L'interprète Grec.

### Allusions aux aventures deMaurice Leblanc
- Le joueur rencontre Arsène Lupin une première fois dans la National Gallery, déguisé en peintre du nom de "Horace Velmont". Cette identité est utilisée plusieurs fois par Lupin, déjà dans une des premières nouvelles publiées dans Arsène Lupin gentleman cambrioleur.
- Dans le même recueil, dans la nouvelle Arsène Lupin en prison, déjà Arsène Lupin avertit sa victime du vol qu'il compte faire et ce n'est que plus tard qu'on apprend qu'il lui aurait été impossible de commettre ce vol sans l'avoir fait. L'intrigue du jeu ressemble à ce point.

### Allusions aux précédents jeux vidéo de Frogwares
De nombreux éléments montrent que ce jeu est véritablement la suite de La Nuit des sacrifiés, la précédente aventure holmésienne développée par Frogwares qui se déroule en 1894. Outre les graphismes du quartier de Baker Street qui sont les mêmes que dans le précédent épisode, de nombreux détails indiquent une certaine continuité entre les deux aventures :
- au début du jeu, Watson demande à  Holmes s'il aurait des nouvelles de la Suisse. Faisant allusion au potentiel retour de Moriarty annoncé dans La Nuit des sacrifiés
- Dans le bureau de Holmes, on retrouve une idole de Cthulhu découverte dans la précédente aventure du détective.
- Dans Melcombe Street, on retrouve la demeure du capitaine Stenwick. Le haut de la grille d'enceinte qui avait été abîmée lors de l'enlèvement du serviteur maori au cours de l'affaire précédente n'a pas encore été réparée : deux barreaux sont toujours tordus.
- Le libraire Barnes, homme soigné et très rangé dans La Nuit des sacrifiés, est complètement transformé dans cette nouvelle aventure. En effet, on le voit au début du jeu se rouler par terre en grommelant une sorte de formule, il est beaucoup moins aimable qu'auparavant et a perdu la totalité de son argent dans des jeux populaires de courses de tortues. Cela est dû à son étude approfondie du culte de Cthulhu qu'il a commencée à la fin de 1894 lorsque Holmes lui a ramené un livre exposant une litanie de formules et de rituels pour célébrer la créature malfaisante. À la fin de La Nuit des sacrifiés, Barnes semble pourtant particulièrement sceptique face à cet ouvrage satanique. Holmes, dans le précédent jeu de Frogwares, avait lui aussi été surpris par Watson en train de se rouler par terre lors du trajet en bateau qui les ramenaient de l'Amérique à Londres, alors qu'il étudiait lui aussi en profondeur les explications de ce livre. Alors que Holmes a arrêté ses recherches dans ce domaine une fois l'affaire close, Barnes semble avoir adhéré à ces lectures.
- Watson raconte à Holmes qu'il fait encore des cauchemars à propos de l'épisode du phare de leur précédente aventure. Ces cauchemars se confirment lorsque Holmes vient réveiller Watson en urgence et qu'on l'entend alors dire dans son sommeil : « La vague ! Non ! Elle va m'engloutir ! Les tentacules ! Aaaah... ! »
- À la tour de Londres, on peut observer à l'entrée des graffitis sur un mur. En faisant très attention, on peut y lire les noms de « J. Montcalfe » (gravé en 1875) et de « Cap. Stenwick » (gravé en 1893), deux personnages d'importance dans les précédentes aventures holmésiennes de Frogwares, respectivement Le Mystère de la momie et La Nuit des sacrifiés.
- Vers la fin du jeu, Sherlock Holmes arrête un voleur ayant commis quelques jours plus tôt un cambriolage chez un dénommé Grimble. Hermann Grimble est un personnage apparu dans La Boucle d'argent, aventure de Frogwares  précédant La Nuit des sacrifiés. Par ailleurs, au début du jeu, le premier cocher à qui parle Watson, Lamb, est le cocher personnel de Miss Lavinia Bromsby, la fille du magnat tué lors de cette affaire. L'affaire de la Boucle d'Argent se déroulant en octobre 1897, il y a ici un anachronisme, Sherlock Holmes contre Arsène Lupin se déroulant en juillet 1895.

Par ailleurs, Frogwares a aussi glissé un subtil clin d'œil à son précédent jeu 80 Jours, sans rapport direct avec l'univers de Sherlock Holmes :
- Dans la nuit du 16 au 17 juillet, Sherlock Holmes suit dans le British Museum une série d'indices laissés par Arsène Lupin. Après avoir déchiffré un texte en écriture cunéiforme écrit sur une stèle, Sherlock Holmes est mené à faire une recherche dans la bibliothèque. Le détective trouve alors un ouvrage nommé Galère au-delà des mers, rochers et forêts, écrit par Oliver Lavisheart, héros du jeu 80 Jours.

## Bande son

### Musiques
À chaque lieu du jeu correspond un ou deux morceaux de musique classique. Le tableau suivant, incomplet, liste les musiques utilisées au cours du jeu, ainsi que dans la bande-annonce (trailer) du 2 octobre 2007 :
| Séquence                                     | Compositeur              | Morceau                                                                                            | Écoute                       |
| -------------------------------------------- | ------------------------ | -------------------------------------------------------------------------------------------------- | ---------------------------- |
| Bande-annonce du 2 octobre 2007              | Vassili Kalinnikov       | Symphonie n°1 en sol mineur, Andante Commodante                                                    | La bande-annonce sur YouTube |
| Menu du jeu                                  | Edvard Grieg             | Sonate pour violon et piano n°2, opus 13, second mouvement : Allegretto tranquillo                 | Vidéo sur YouTube            |
| Baker Street                                 | Piotr Ilitch Tchaïkovski | Souvenir d’un lieu cher, 3e mouvement : Mélodie                                                    | Vidéo sur YouTube            |
| La National Gallery                          | Antonín Dvořák           | Pièces romantiques pour violon et piano (en), Allegro moderato                                     |                              |
| La tour de Londres                           | Vassili Kalinnikov       | Symphonie n°1 en sol mineur, Andante Commodante                                                    | Vidéo sur YouTube            |
| Le British Museum (2 thèmes)                 | Edvard Grieg             | Sonate pour violon et piano n°1, opus 8, second mouvement : Allegretto quasi andantino             | Vidéo sur YouTube            |
| Le British Museum (2 thèmes)                 | Franz Schubert           | Trio pour piano et cordes n° 2, opus 100 (D897)                                                    | Vidéo sur YouTube            |
| Palais de Buckingham                         | Piotr Ilitch Tchaïkovski | Casse-noisette, acte II, Valse des Fleurs                                                          | Vidéo sur YouTube            |
| Sous-sols du palais de Buckingham (2 thèmes) | Camille Saint-Saëns      | Danse macabre                                                                                      |                              |
| Sous-sols du palais de Buckingham (2 thèmes) | Modeste Moussorgski      | Tableaux d'une exposition - La cabane sur des pattes de poule ("Baba Yaga") (extrait d'une minute) | Vidéo sur YouTube            |
| Arsène Lupin découvert                       | Camille Saint-Saëns      | Danse macabre (extrait d'une trentaine de secondes)                                                |                              |

### Doublage
- Benoît Allemane (français) / Rick Simmonds (anglais) : Sherlock Holmes
- Bruno Magne (français) / David Riley (anglais) : docteur Watson
- Bernard Bollet : Arsène Lupin, Horace Velmont (aussi dénommé « Maestro » dans les dialogues), journaliste Piers.
- Frédéric Cerdal : inspecteur Lestrade
- Danièle Hazan : la reine Victoria
- Pierre Tessier : Barnes, Lamb (le cocher de Baker Street amenant Holmes et Watson à la National Gallery), Yeoman 1, Yeoman 2, garde Metcalf, deux autres gardes, policier.
- Laura Blanc : Leomunda, Deirdre (servante à Buckingham), perroquet, prostituée du Golden Lion.
- Jean-Pol Brissart : le Premier ministre, Yeoman Smith, Poynter (à la National Gallery), Barncow (gardien du British Museum), barman, sergent Rufles, Rumpkins le cambrioleur, Chauncey (à Buckingham), un garde du Golden Lion, un gentleman et un bandit au Golden Lion.
- Sébastien Desjours : Palinor, l'architecte au British Museum, deux gardes.

## Accueil
- Adventure Gamers : 4/5[6]
- Jeuxvideo.com : 11/20[7]

## Postérité
Une vidéo du jeu Sherlock Holmes contre Arsène Lupin, mise en ligne en 2008 sur YouTube, a fait l'objet de plus de deux millions de vues. La vidéo, intitulée Creepy Watson, montre une anomalie du jeu vis-à-vis des déplacements de Watson qui peut se « téléporter » d'un lieu à l'autre. En 2013, Frogwares a lancé une vidéo intitulée Creepy Watson: The Return pour tourner en dérision ce bug de leur propre jeu,. Par ailleurs, dans le jeu The Sinking City sorti en 2019 et également développé par Frogwares, on retrouve dans le jeu une affiche d'un film nommé 'New Bestseller Sherlock Holmes - Mystery of the Creepy Watson'.